# Dombeya glechomifolia
Dombeya glechomifolia är en malvaväxtart som beskrevs av John Gilbert Baker. Dombeya glechomifolia ingår i släktet Dombeya och familjen malvaväxter. Inga underarter finns listade i Catalogue of Life.